# Тун (Теннессі)
Тун (англ. Toone) — місто (англ. town) в США, в окрузі Гардеман штату Теннессі. Населення — 270 осіб (2020).

## Географія
Тун розташований за координатами 35°21′23″ пн. ш. 88°57′15″ зх. д. / 35.35639° пн. ш. 88.95417° зх. д. (35.356478, -88.954099).  За даними Бюро перепису населення США в 2010 році місто мало площу 2,71 км², уся площа — суходіл.

## Демографія
Згідно з переписом 2010 року, у місті мешкали 364 особи в 128 домогосподарствах у складі 90 родин. Густота населення становила 134 особи/км².  Було 140 помешкань (52/км²).
Расовий склад населення:
| - 63,2 % — білих - 34,1 % — чорних або афроамериканців - 0,3 % — корінних американців - 1,4 % — осіб інших рас |

До двох чи більше рас належало 1,1 %. Частка іспаномовних становила 1,6 % від усіх жителів.
За віковим діапазоном населення розподілялося таким чином: 22,8 % — особи молодші 18 років, 62,6 % — особи у віці 18—64 років, 14,6 % — особи у віці 65 років та старші. Медіана віку мешканця становила 43,4 року. На 100 осіб жіночої статі у місті припадало 105,6 чоловіків;  на 100 жінок у віці від 18 років та старших — 106,6 чоловіків також старших 18 років.
Середній дохід на одне домашнє господарство  становив 44 286 доларів США (медіана — 31 719), а середній дохід на одну сім'ю — 53 302 долари (медіана — 41 406). За межею бідності перебувало 32,1 % осіб, у тому числі 54,1 % дітей у віці до 18 років та 20,5 % осіб у віці 65 років та старших.
Цивільне працевлаштоване населення становило 184 особи. Основні галузі зайнятості: роздрібна торгівля — 20,7 %, освіта, охорона здоров'я та соціальна допомога — 19,6 %, виробництво — 13,6 %, інформація — 11,4 %.